# Alphonse de Liguori
Pour les articles homonymes, voir Saint Alphonse et Liguori.
Alphonse Marie de Liguori (en italien, Alfonso Maria de' Liguori), né le 27 septembre 1696 à Naples (royaume de Naples) et mort le 1er août 1787 à Nocera de' Pagani (royaume de Naples) est un prêtre et évêque italien, fondateur de la congrégation du Très Saint Rédempteur, reconnu saint et Docteur de l'Église par l'Église catholique.
Il est fêté 1er août de chaque année.
En 1950, le pape Pie XII lui attribue le titre de « Patron céleste de tous les confesseurs et moralistes ».

## Biographie

### Jeunesse

#### Origines et enfance

Localisation du royaume de Naples.

Issu d'une famille aristocratique, la famille Liguori doit son titre de noblesse aux services rendus à l'administration royale du royaume de Naples, alors possession de la couronne Espagnole.
Don Joseph Félix de Liguori, le père d'Alphonse naît en 1670 à San Paolo, près de Naples. Il entre dans la marine espagnole de l'époque ayant grade d'enseigne dans les galères Royales. Les conditions de vies sont difficiles. Quand il prend sa retraite, il a le grade de capitaine commandant de la Galera Capitana, la galère-pilote de l'Escadron royal. Chez lui, il se comporte comme un tyran, refusant de se voir critiquer dans ses décisions. La mère d'Alphonse, née Anna Catarina Cavalieri, est issue d'une famille très pieuse : le frère aîné d'Anna Catarina, Emilio, devient religieux au sein de la Société missionnaire des Pieux Ouvriers, puis évêque de Troia. Deux de ses sœurs deviennent religieuses franciscaines à Naples. Un autre fils devient juge. Le père d'Anna, don Cavalieri, est alors ministre d'État au Conseil royal de Santa Clara.
Joseph de Liguori et Anna Catarina Cavalieri se marient en mai 1695 et s'installent dans la banlieue de Naples. Alphonse, l'aîné, naît le 27 septembre 1696 à Marianella, un faubourg de Naples. Le 29 septembre suivant, il reçoit le baptême en l'église Santa Maria dei Vergini et reçoit les noms de baptême d'Alphonse, Marie, Antoine, Jean, François, Cosme et Damien, Michel et Gaspard. Sept autres enfants naissent de leur union : Antonio en 1698, qui devient bénédictin à l'abbaye San Severino de Naples. Deux jumelles, Maddalena et Barbara, naissent en 1700, mais seule Barbara survit. Gaétan, autre frère né en 1701, devient prêtre. Anna et Teresa suivent. Barbara et Anna entrent au couvent Saint-Jérôme. Teresa se marie au duc de Praesenzano. Hercule, le dernier, naît en 1706.
Joseph de Liguori part pour des longues missions en mer, au sein des galères, afin de lutter contre les corsaires. L'éducation des enfants repose en grande partie sur l'autorité de leur mère, Anna qui se montre très pieuse : prières du matin, catéchisme, récitation du chapelet et confession hebdomadaire chez les pères de l'Oratoire. C'est auprès de sa mère qu'Alphonse développe une dévotion à la Sainte Vierge. Vers 1702, Alphonse est alors âgé de six ans, la famille déménage pour Naples afin d'éduquer les enfants. Alphonse est éduqué par un prêtre calabrais, Don Domenico Bonaccia. Il apprend le latin, le grec, le français, l'espagnol, l'italien, l'histoire, les mathématiques, mais aussi des notions de physique. Quelques années plus tard, un autre précepteur, Don Carminiello Rocco, initie Alphonse à la philosophie, puis à la peinture, l'architecture et sans doute à l'escrime, perfectionnant sa formation de convitto. Il apprend la musique après de Gaetano Greco et joue près de trois heures par jour du clavecin.
La formation spirituelle d'Alphonse se fait dès ses sept ans par un directeur de conscience, le père Thomas Pagano, membre de la congrégation de l'Oratoire fondée par saint Philippe Néri. C'est auprès de lui qu'il fait sa première communion à l'âge de neuf ans, et devient membre de la congrégation des jeunes nobles sous le patronage de Saint Joseph, au sein de laquelle il participe à des activités religieuses, mais aussi ludiques, en compagnie des pères. Il en reste membre jusqu'en 1715.

#### Étude de droit

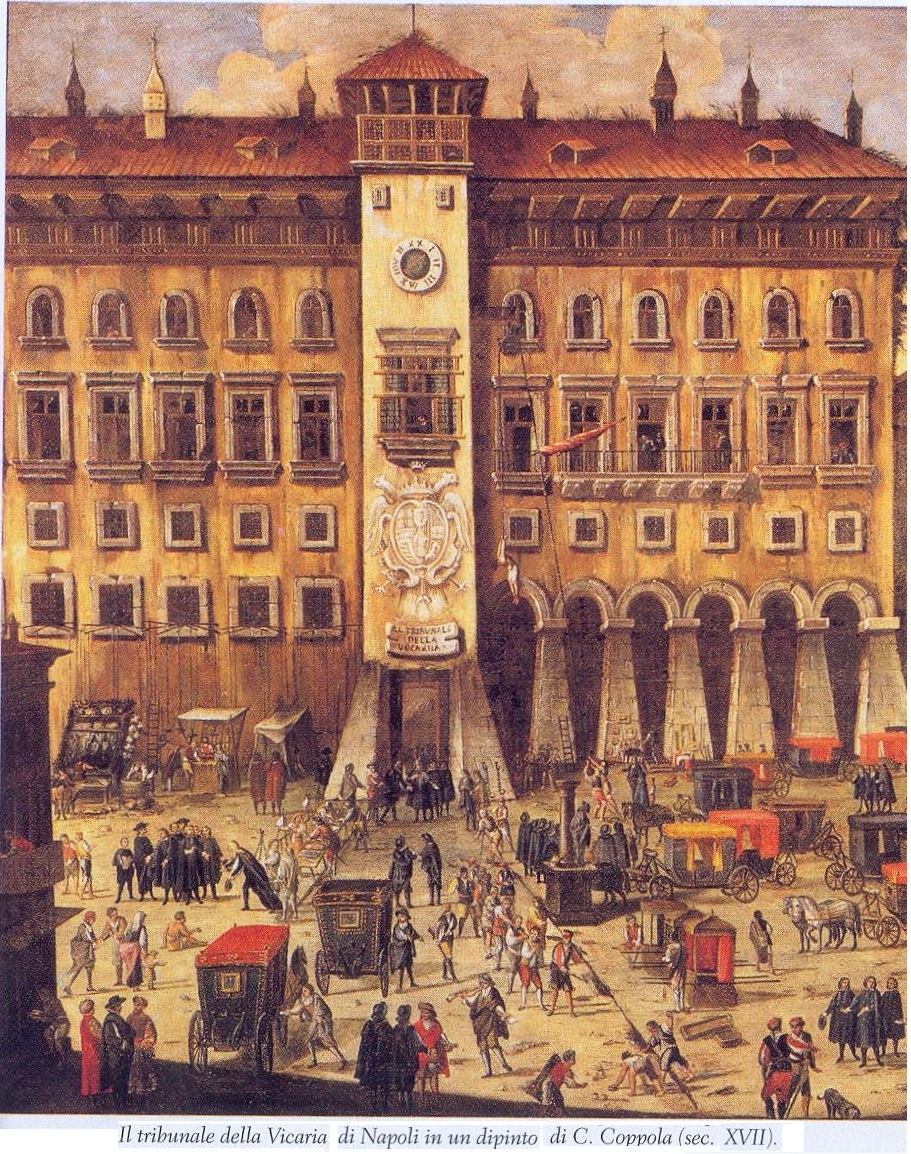
Représentation du Castel Capuano de Naples, gravure du XVIIe siècle.

Une fois ses humanités finies, Joseph de Liguori demande à Alphonse de poursuivre ses études à l'Université de Naples en vue de faire une carrière de juriste. Âgé de treize ans, en octobre 1708, il passe l'examen d'entrée. Quelques jours plus tard, il suit une leçon inaugurale de Giambattista Vico, philosophe et métaphysicien, avec qui Alphonse discutera au cours de ses études.
Alphonse étudie le droit romain, dans un climat anti-romain, alors dirigé par le Pape[Quoi ?]. Le droit napolitain se développe sous la forme du « régalisme », qui vise au contrôle de l'Église par l'État. L'un des principaux juristes de l'Université est Domenico Aulisio qui inspire Pietro Giannone dans un mouvement anti-papal. Alphonse de Liguori étudie et discute avec ses professeurs de renom, partisans du contrôle du pouvoir papal. L'enseignement reçu par Alphonse à l'Université se fait dans un climat anti-romain, qui attire régulièrement les foudres du Saint-Office. Bien que certains professeurs soient en partie contre le pouvoir temporel de la papauté, au profit d'un droit divin pour les monarques, le climat au sein de l'Université reste très religieux, et la pratique très importante, même pour ceux qui s'opposent au pape.
Pendant toutes ces années, Alphonse reste très impliqué dans l'Oratoire : sacristain, maître des  novices, responsable des nouveaux arrivants et peut maintenant pratiquer des exercices de mortification, pratique courante pour les plus anciens.
À l'âge de dix-sept ans, le 21 janvier 1713, il a fini d'étudier le Droit et passe le doctorat, en bénéficiant, comme bon nombre de ses camarades, d'une dispense, l'âge réglementaire étant fixé à vingt-et-un ans. Il reçoit le titre de Docteur, ce qui permet à Alphonse de rejoindre la corporation puissante des clercs.
L'acquisition du doctorat ne signifiait pas la pratique immédiate de sa charge. Il fut assistant auprès de deux avocats : Don Andrea Giovene et Don Luigi Perrone. Ce ne fut qu'à la fin de cette période de formation qu'il put porter la toge. Vers l'âge de dix-neuf ans ou vingt ans, il commença sa charge d'avocat. On ne sait que très peu de choses sur cette partie de la vie d'Alphonse. Il faut néanmoins noter que la justice de Naples de cette époque était largement corrompue, en faveur des riches et des nobles. Alphonse rédige un code de conduite personnelle en tant qu'avocat, en grande partie écrit en réaction à la corruption de la justice napolitaine, et qui montre un très haut idéal d'intégrité,.

#### Un avocat brillant
Jeune avocat, Alphonse participe à la vie normale d'un jeune noble de la société napolitaine : réunions mondaines, soirées de gala avec musique, théâtre... Le père d'Alphonse, Don Joseph, dirige la vie familiale avec fermeté : les garçons doivent dormir à même le sol une fois par semaine, les sœurs sont éduquées dans des couvents, chose habituelle à l'époque.
Don Joseph met ses espoirs sur Alphonse, et contrôle et oriente pendant près de dix ans les activités de son fils. Vers 1715, Alphonse quitte la confrérie des Jeunes nobles chez les Oratoriens et rejoint la confrérie de Notre-Dame de la Visitation sous la direction du Père Pagano. Cette confrérie, outre la pratique de dévotion, consacre du temps aux plus pauvres, à l'hôpital Santa Maria del Popolo (Sainte Marie du Peuple). Pendant près de huit ans, Alphonse se montre fidèle dans la visite et le soin aux pauvres de l'hôpital. Son père, Don Joseph, qui malgré sa sévérité dédiait une partie de son temps aux œuvres de charité, le fit entrer dans la congrégation de la Misericordiella, œuvre composée de laïcs, qui avait pour mission de pourvoir aux besoins matériels et spirituels des clercs dans les prisons ecclésiastiques de Naples, mais aussi d'assurer aux pauvres une sépulture décente. Alphonse est admis dans la congrégation en 1716.
La situation des Liguori s'améliore, et Don Joseph ramène des galères des domestiques musulmans prisonniers. Alphonse se montre très proche d'eux, et prend la défense d'un des serviteurs qui n'avait pas rempli sa tâche selon son père. L'un des serviteurs au contact d'Alphonse, tombant malade, demande à être baptisé. Don Joseph cherche à marier son fils auprès de personnes de haut rang. Les diverses tentatives échouent. La première avec Thérèse.
Dès l'adolescence, Alphonse veut être prêtre, tiraillé entre le devoir d'obéissance à son père, qui veut le marier, et son désir d'être prêtre, son souci de garder sa chasteté tourne rapidement aux scrupules. Il est complexé face aux femmes.
Il est peu douteux que le jeune Alphonse avec ses qualités d'esprit et sa force de caractère se soit senti ardemment attaché à sa profession et qu'il était en voie d'être corrompu par le succès et la renommée qu'il apportait. Vers l'année 1722, alors qu'il avait vingt-six ans, il commença à fréquenter constamment le monde, à négliger la prière et les pratiques pieuses qui avaient occupé une part importante de sa vie et à prendre du plaisir à voir l'attention avec laquelle partout il était reçu.

### Échec et conversion

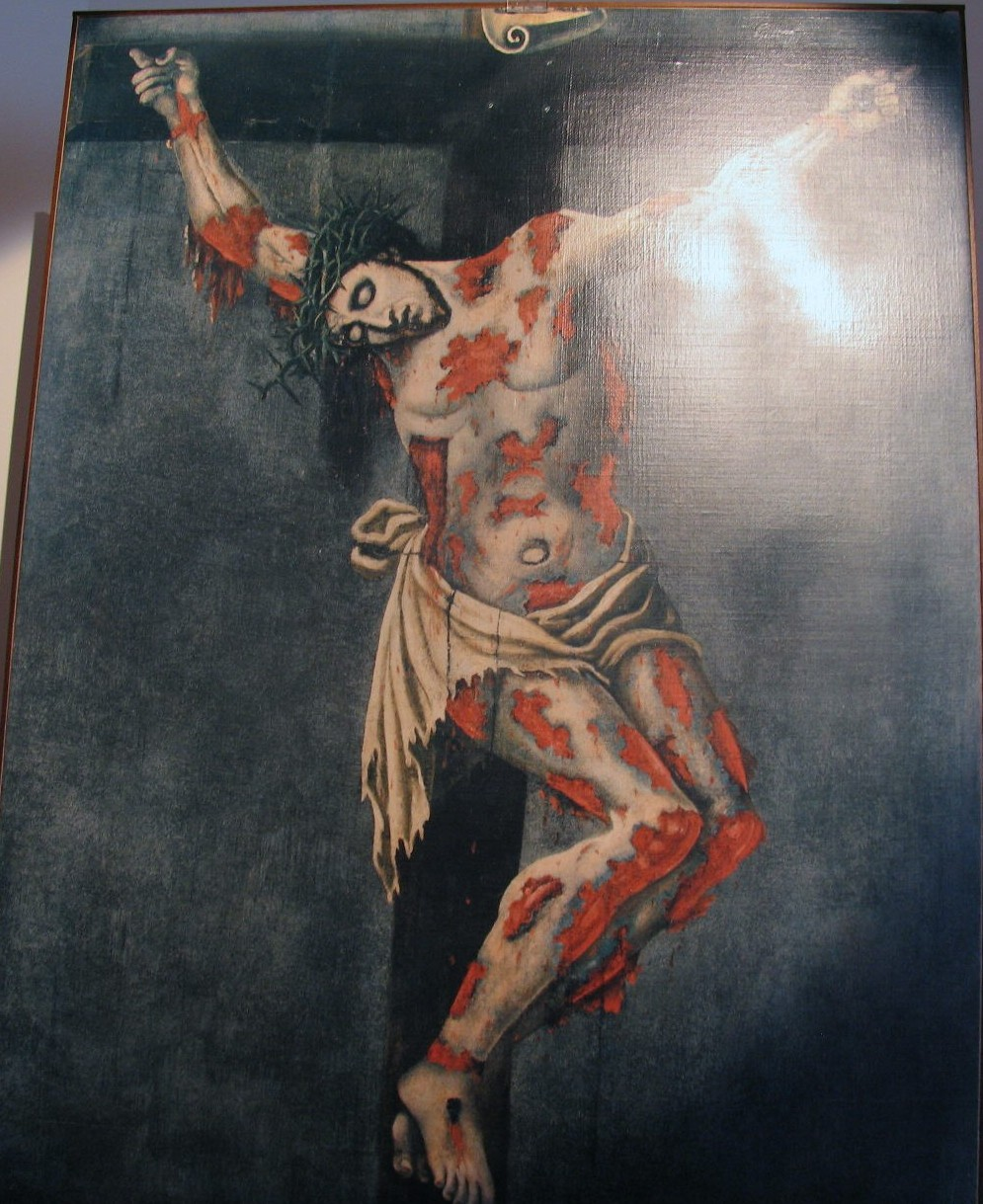
Christ en croix peint par Alphonse de Liguori vers 1718.

Lors de la Semaine Sainte 1722, Alphonse fait une retraite qui le marque profondément. Au cours de la retraite, le Père Pagano médite sur l'enfer. Cette retraite marque profondément Alphonse, même s'il montre le visage d'un Dieu vengeur, sa psychologie, marqué par une grande crainte de pécher conduit Alphonse à changer de comportement : « Les banquets, les divertissements, le théâtre, a-t-il écrit plus tard, ce sont les plaisirs du monde, mais des plaisirs amers comme la bile et pointus comme des épines. Croyez-moi : je les ai éprouvés et j'en pleure maintenant. »,. Il va communier plusieurs fois par semaine, va régulièrement à la confession et développe une dévotion à l'adoration eucharistique. C'est au cours de cette retraite qu'Alphonse prend la décision de devenir prêtre.
L'année suivante, en 1723, Alphonse est à l'apogée de sa carrière. Ses relations familiales lui permettent d'être l'avocat d'un procès retentissant entre un noble napolitain, dont le nom ne nous est pas parvenu et le grand-duc de Toscane Cosme III, dans lequel était en jeu une propriété estimée à 500 000 ducats. Alphonse était un des avocats principaux.
Le jour du procès, Alphonse fait un discours inaugural et s'assied confiant dans sa victoire. Le procès complexe était fondé sur des droits de successions dont Alphonse dénonçait la validité, notamment celui d'un document créant un « droit féodal nouveau ». Les intrigues de pouvoir, et sans doute l'importance des personnalités en jeu, conduisent néanmoins les juges à avoir un point de vue contraire. Le jugement n'est pas favorable aux clients d'Alphonse, qui est alors humilié. Alphonse s'enferme dans sa chambre pendant plusieurs jours, refuse de manger, et ne veut plus être avocat. Son père, furieux de la prestation de son fils se montre très sévère envers lui.
Le 28 août 1723, le jeune avocat part exécuter un acte de charité remarquable en visitant les malades à l'Hospice des Incurables. Soudain il se trouve entouré d'une lumière mystérieuse tandis que le bâtiment semble vaciller et qu'une voix intérieure lui dit : « Abandonne le monde et donne-toi à moi. ».[réf. nécessaire]
Alphonse commence alors une vie monacale. Un jour à la suite d'un prêche dans l'église de la Mère de Dieu, Alphonse décide de se consacrer à la vie religieuse.
La décision de devenir prêtre n'est pas chose aisée. Alphonse est l'aîné de sa famille, et la décision du mariage comme de la vocation incombe aux parents qui doivent donner leurs accords. Alphonse se voit refuser l'entrée à l'ordre des Oratoriens et à celui des Théatins.
Le 29 août, date officielle de l'impératrice Isabelle[Quoi ?], Don Joseph cherche à faire revenir son fils à une vie normale. Devant le refus d'Alphonse, son père ulcéré le libère de ses obligations paternelles, marquant une rupture profonde entre lui et son fils. Alphonse affirme à son père qu'il veut être consacré. Son père essaie de l'en dissuader, et use de ses relations avec des religieux. L'intervention de Mgr Cavalieri, conduit à un compromis entre son père et lui. Oui il pourra se consacrer, non pas chez les Oratoriens comme le souhaite Alphonse, mais dans le diocèse.
Le 23 octobre 1723, le cardinal de Naples, Francesco Pignatelli, l'accepte comme candidat au sacerdoce, Alphonse revêt l'habit ecclésiastique. Le changement radical de vie surprend beaucoup de personnes qui y voient une dépression d'Alphonse à la suite de la perte de son procès.

### Prêtre

#### Séminaire et formation

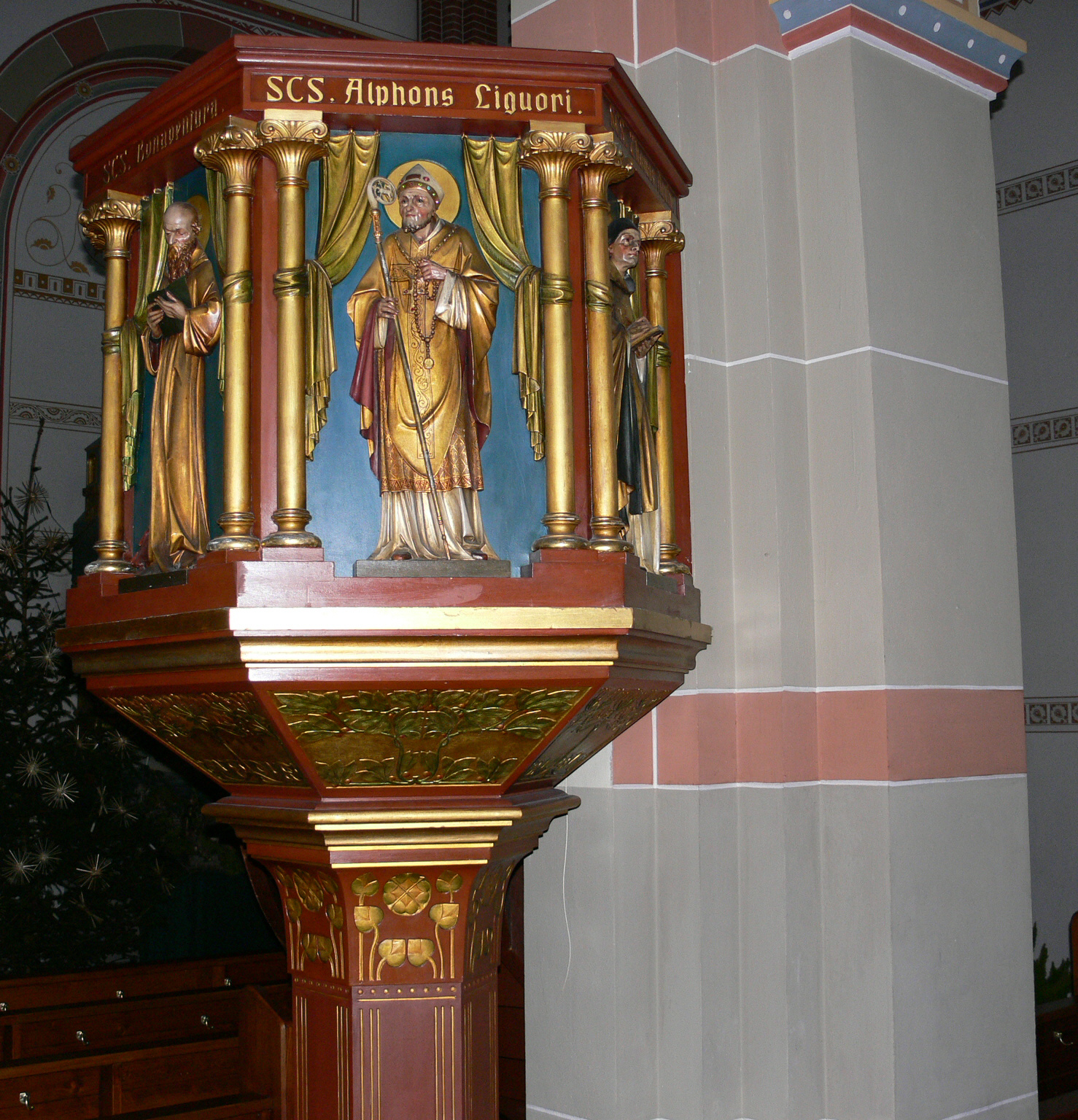
Représentation d'Alphonse de Liguori sur la chaire de l'église Saint-Martin, Hundersingen, Herbertingen.

La formation d'Alphonse reste très sommaire. Le Concile de Trente qui oblige à la formation des prêtres n'est pas encore appliqué dans le diocèse de Naples. Alphonse vit sous la direction d'un père responsable, et il participe à l'association des prêtres séculiers missionnaires qu'on appelait la « Propagande napolitaine ». Il est affecté à l'église Sant'Angelo et a pour fonction d'assister le prêtre lors de la célébration, de faire le catéchisme aux enfants, et maintenir l'église dans un état de propreté suffisant.
C'est à travers l'association des prêtres séculiers missionnaires qu'Alphonse développe sa formation. Les séminaires n'étant pas encore développés à Naples. Alphonse développe avec les autres candidats au sacerdoce la pratique de l'oraison devant le Saint Sacrement, le chapelet, l'oraison silencieuse, ainsi que le jeûne. Entre 1723 et 1726, il étudie la théologie auprès de trois prêtres, Don Alessio Mazzocchi, Don  Julius Torni et l'oratorien  Tommaso Pagano. Alphonse étudie saint Thomas d'Aquin, Julius Torni étant favorable à la doctrine de l'Immaculée Conception, et de l'Assomption. Deux autres théologiens ont eu une place importante dans la théologie d'Alphonse : Louis Abelly et François Genet.
Alphonse apprend la théologie morale avec Julius Torni et le livre de François Genet. Ce dernier est le chef de file de l'école rigoriste.
Le 25 septembre 1724, un an après avoir été admis comme candidat à la prêtrise, Alphonse reçoit la tonsure. En 1725 il demande à entrer dans la Confraternita dei Bianchi, association de prêtres et laïcs qui accompagnait les condamnés à mort lors de leur exécution, et veillait à leur offrir une sépulture digne. Une fois ordonné, il accompagnera plusieurs condamnés à mort. Cette expérience le conduira à développer, dans des écrits à destination des prêtres, l'importance pour ces condamnés de prêcher l'Amour et la Miséricorde de Dieu dans le traité Homo Apostolicus « Avant tout, on évitera d'évoquer devant le condamné les rigueurs de la justice de Dieu et tout ce qui peut inspirer la terreur. Ce qu'il faut faire, c'est mettre devant ses yeux l'étendue de la divine miséricorde, de rappeler celui qui va mourir, que Dieu veut sauver tous les hommes. ».
Il reçoit les ordres mineurs et le sous-diaconat en septembre 1725. Le 6 avril 1726, il devient diacre et peu après prononce ses premiers sermons. Quelque temps plus tard, sans doute pour des raisons de surmenage, Alphonse tombe malade. Il reçoit le sacrement des malades et reste convalescent pendant trois mois. Ce n'est que le 21 décembre de la même année, à l'âge de trente-et-un ans, qu'il est ordonné prêtre.

#### Début de sa vie sacerdotale
La situation du clergé de Naples à l'époque de l'ordination d'Alphonse est très particulière : les prêtres sont très nombreux, beaucoup ne sont pas formés et sont quasi illettrés. Situation dénoncée par le Concile de Trente, dont les canons mettent du temps à être mis en application. La condition du clergé était souvent liée à des situations de privilèges ou de rentes. Dans certaines villes du diocèse de Naples 5 % de la population était constituée de clercs. Les écrits d'Alphonse, qui peuvent paraître difficiles face aux vocations sacerdotales, trouvent leurs explications dans la situation du clergé de l'époque.

Alphonse vit les premières années de sa vie sacerdotale chez ses parents. Son père Joseph lui impose un domestique - son lacché - et une rente mensuelle de 60 ducats. Alphonse renonce quelques mois plus tard à son droit d’aînesse au profit de son frère Hercule. Dans un premier temps, Alphonse envisage de vivre une vie contemplative et de silence. Les trois premières années de son sacerdoce sont marquées par cette volonté de retrait. Néanmoins, il change d'avis pour s'orienter vers un apostolat actif. Alphonse étudie afin de pouvoir confesser, il obtient le dernier examen théologique et prêche régulièrement. Alphonse prêche en utilisant un langage simple, fuyant toutes les tournures ou les effets de style.

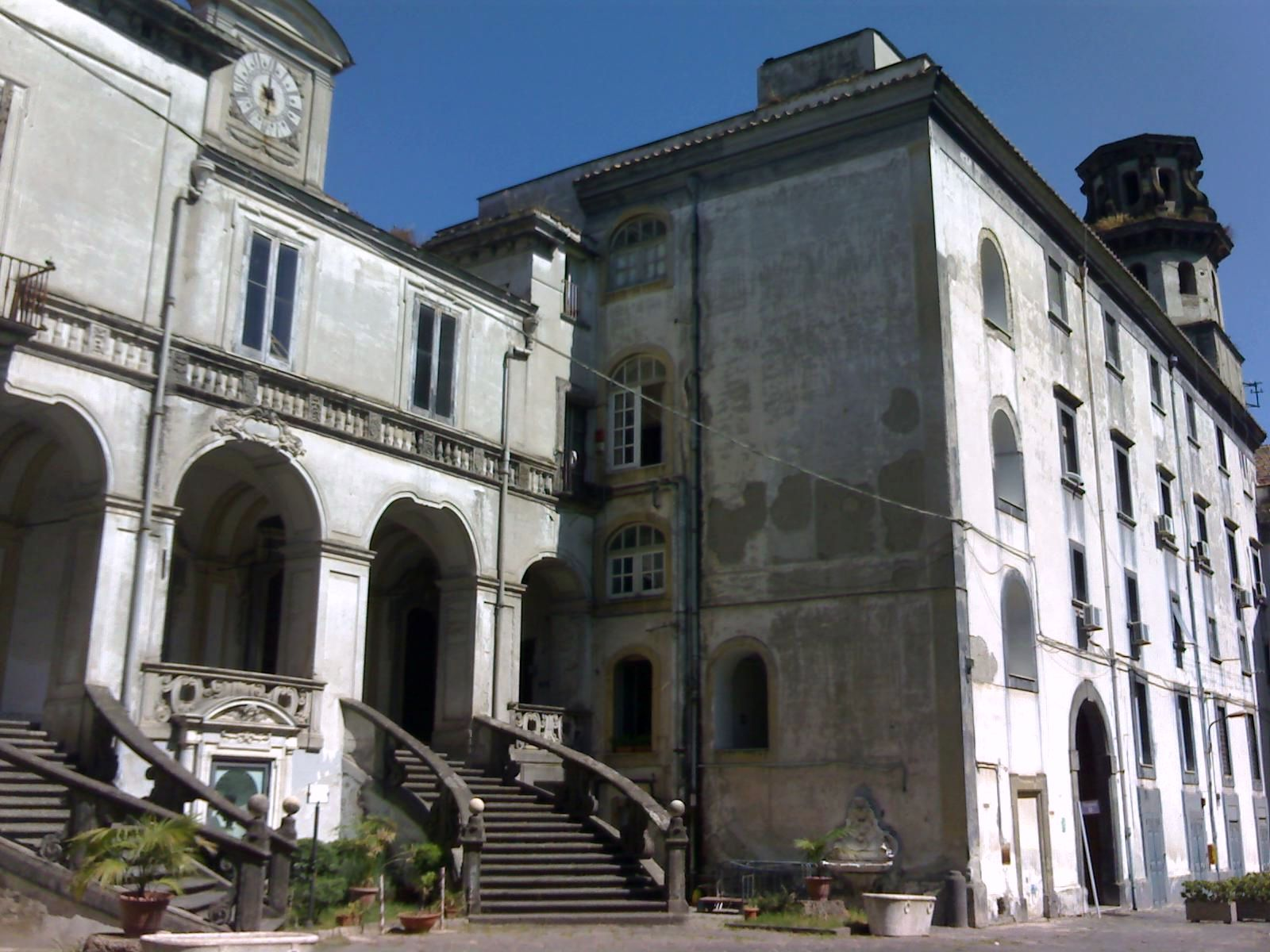
L'hôpital des Incurables de Naples.

Bien qu'issu de la noblesse, Alphonse choisit de s'occuper des plus pauvres, les lazzari, les prolétaires de Naples, il approche les malades de l'hôpital des Incurables de Naples.
Depuis six ans, il avait travaillé à Naples et autour de Naples, donnant des missions de Propagande et prêchant aux "lazzaroni" de la capitale. À l'aide de deux laïcs, Pietro Barbarese, maître d'école, et Nardone, vieux soldat, qu'il avait arrachés à une vie désordonnée, il enrôla des milliers de lazzaroni dans une sorte de fraternité appelée « Association des Chapelles » et qui existe encore à ce jour. C'est alors que Dieu l'appela à l'œuvre de sa vie.

#### Le père Ripa
En avril 1729, Matthieu Ripa, apôtre de la Chine, avait fondé à Naples un collège missionnaire, que l'on connaissait familièrement comme le « Collège chinois ».
Quelques mois plus tard, Alphonse, qui avait quitté la maison de son père, alla vivre avec Ripa, sans pourtant devenir membre de sa société. Là il rencontra un ami de son hôte, le père Thomas Falcoia, de la congrégation des Pii Operarii (les  Pieux Ouvriers - fondue en 1943 la congrégation des pieux ouvriers catéchistes ruraux) et noua avec lui la grande amitié de sa vie.

#### Le père Falcoia
Il y avait une différence d'âge considérable entre les deux hommes : né en 1663, Falcoia avait alors soixante-six ans et Alphonse n'en avait que trente-trois, mais le vieux prêtre et le jeune homme avaient des âmes qui se ressemblaient. Bien des années auparavant, à Rome, une vision avait montré à Falcoia une nouvelle famille religieuse constituée d'hommes et de femmes et dont le but particulier serait l'imitation parfaite des vertus de Notre-Seigneur. Il avait même essayé de former une branche de cet institut en réunissant douze prêtres menant une vie commune à Tarente, mais la communauté s'était bientôt désagrégée. En 1719, avec le père Filangieri, qui appartenait lui aussi aux « Pii Operarii », il avait refondé un Conservatorium de religieuses à Scala, dans les montagnes au-delà d'Amalfi. Mais comme il avait établi pour elles une règle formée sur celle des religieuses de la Visitation, il ne semble pas avoir eu alors l'idée claire d'établir le nouvel institut inspiré par sa vision.

#### Mère Marie-Céleste Crostarosa
En 1724, peu après qu'Alphonse eut abandonné le monde, une postulante, Marie Céleste Crostarosa, née à Naples le 31 octobre 1696 et donc presque du même âge qu'Alphonse, était entrée au couvent de Scala, s'appelant en religion sœur Marie-Céleste. 

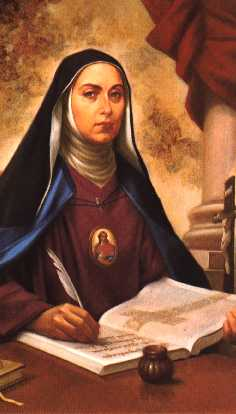
Marie Céleste Crostarosa d'une impression de dévotion (vers 1910).

En 1725, alors qu'elle était encore novice, elle avait eu une série de visions qui lui montraient un nouvel ordre (lequel n'était apparemment constitué que de religieuses) et qui ressemblait à celui qui avait été révélé à Falcoia bien des années auparavant. Même sa règle lui avait été détaillée. On lui dit de mettre tout cela par écrit et de le montrer au directeur du couvent, qui n'était autre que Falcoia.
Tout en affectant de traiter la novice avec sévérité et de ne faire aucun cas de ses visions, le directeur fut surpris de constater que la règle qu'elle avait couchée par écrit était une mise en œuvre de ce qu'il avait nourri si longtemps dans son esprit. Il soumit cette nouvelle règle à un certain nombre de théologiens, qui l'apprécièrent et répondirent qu'elle pourrait être adoptée dans le couvent de Scala, pourvu que la communauté l'acceptât. Mais quand la question fut posée à la communauté, l'opposition commença. La plupart étaient en faveur de l'adoption, mais la supérieure trouvait à redire et fit appel à Filangieri, le collègue de Falcoia dans la fondation du couvent et maintenant son supérieur comme général des « Pii Operarii ». Filangieri s’opposa à tout changement de règle et interdit à Falcoia de communiquer avec le couvent. L'affaire en resta là pendant plusieurs années, mais en 1729 Filangieri mourut et le 8 octobre 1730 Falcoia fut consacré évêque de Castellammare di Stabia.
Il était maintenant libre, sous réserve de l'approbation de l'évêque de Scala, d'agir en ce qui concerne le couvent comme il croyait le mieux. Or il se trouvait qu'Alphonse, souffrant de surmenage, était parti pour Scala au début de l'été 1730, accompagné de certains compagnons. Incapable de rester sans rien faire, il avait prêché aux gardiens de chèvres dans les montagnes et avec un tel succès que Mgr Nicolas Guerriero, évêque de Scala, l'avait supplié de revenir et prêcher une retraite dans sa cathédrale.

### La nouvelle règle
Falcoia, à cette nouvelle, supplia son ami de bien vouloir diriger en même temps une retraite pour les religieuses de son Conservatorium. Alphonse agréa les deux requêtes et, en septembre 1730, se mit en route avec ses deux amis, Giovanni Mazzini et Vincenzo Mannarini. Le résultat de cette retraite fut que le jeune prêtre, à qui des rapports parvenus à Naples avaient donné des préventions contre la nouvelle règle proposée, en devint un partisan décidé et obtint même la permission de l'évêque de Scala pour ce changement.
En 1731, le couvent adopta à l'unanimité la nouvelle règle, qui comportait des vêtements rouges et bleus, couleurs traditionnelles de la propre robe de Notre-Seigneur. Une branche du nouvel institut montré à Falcoia dans sa vision fut ainsi établie.
L'autre ne devait pas se faire attendre longtemps. Sans doute Thomas Falcoia avait quelque temps espéré que ce prêtre jeune et ardent, qui lui était si attaché, pourrait sous sa direction devenir le fondateur du nouvel ordre qui lui tenait à cœur. Une vision récente de sœur Marie-Céleste semblait indiquer que telle était la volonté de Dieu: le 3 octobre 1731, la veille de la fête de saint François d'Assise, la religieuse vit "Notre-Seigneur" avec saint François sur sa main droite et un prêtre sur sa main gauche. Une voix lui dit : « C'est lui que j'ai voulu pour être la tête de mon Institut, le préfet général d'une nouvelle congrégation d'hommes qui travailleront pour ma gloire.» Ce prêtre, c'était Alphonse.
Peu après, Falcoia annonça à ce dernier qu'il se sentait appelé à quitter Naples pour établir à Scala une congrégation de missionnaires qui devraient travailler avant tout pour les gardiens de chèvres dans les montagnes dont personne ne s'occupait.

#### Les Rédemptoristes
Une année de problèmes et d'anxiété s'ensuivit. Le supérieur de la Propagande et même l'ami de Falcoia, Matthieu Ripa, s'opposèrent de toutes leurs forces à ce projet, mais Alphonse reçut l'appui de son directeur de conscience, le Père Pagano, du Père Fiorillo, prédicateur dominicain renommé, du Père Manulio, provincial des Jésuites, et du père Vincent Cutica, Supérieur des Vincentiens. Le 9 novembre 1732, donc, la « congrégation du Très Saint Rédempteur », ou comme on l'appelait depuis dix-sept ans, « du Très Saint Sauveur », commença son existence dans un petit hospice appartenant aux religieuses de Scala. Bien qu'Alphonse en fût le fondateur et de facto le supérieur, c'est l'évêque de Castellamare qui se chargea au début de la direction générale aussi bien que de la direction de conscience d'Alphonse et c'est seulement à la mort de l'évêque que, le 20 avril 1743, un chapitre général se tint et élit officiellement Alphonse supérieur général.
En fait, au commencement, Alphonse ne voulait pas être supérieur, jugeant qu'un de ses compagnons, Jean-Baptiste Donato, convenait mieux pour ce poste parce qu'il avait déjà eu un peu d'expérience de la vie en communauté dans un autre institut.

#### Premières années, premières difficultés
Les premières années qui suivirent la fondation du nouvel ordre ne promettaient rien de bon. Des discordes survinrent, Vincent Mannarini, l'ancien ami du saint et son principal compagnon s'opposait en tout à lui et à Falcoia. Le 1er avril 1733, tous les compagnons d'Alphonse sauf un frère lai, Vitus Curtius, l'abandonnèrent pour fonder la congrégation du Saint-Sacrement qui, limitée au royaume de Naples, fut supprimée en 1860 à la suite de l'unification italienne. Les désunions s'étendirent même aux religieuses et sœur Maria-Céleste elle-même quitta Scala pour fonder à Foggia un couvent où elle devait mourir en odeur de sainteté le 14 septembre 1755. Elle fut déclarée vénérable le 11 août 1901.

#### La reconnaissance de la congrégation
Alphonse, pourtant, tint bon. Bientôt d'autres compagnons arrivèrent et bien que Scala lui-même eût été abandonné par les Pères en 1738, en 1746 la nouvelle congrégation avait quatre maisons à Nocera de' Pagani, Ciorani, Iliceto (aujourd'hui Deliceto) et Caposele, toutes dans le royaume de Naples. En 1749, la règle et l'Institut de religieux furent approuvés par le Pape Benoît XIV et en 1750, la règle et l'Institut de religieuses.

### Missionnaire
Alphonse fut avocat, fondateur, supérieur, évêque, théologien et mystique, mais avant tout c'était un missionnaire et aucune vraie biographie du saint ne négligera d'insister sur cette qualité. De 1726 à 1752, d'abord comme membre de la « Propaganda » napolitaine puis à la tête de ses propres Pères, il traversa les provinces de Naples pendant la plus grande partie de chaque année en donnant des missions même dans les plus petits villages et en sauvant beaucoup d'âmes. Une caractéristique spéciale de sa méthode était le retour des missionnaires, après un intervalle de quelques mois, à l'endroit de leurs travaux pour consolider leur ouvrage par ce qui fut appelé le « renouvellement d'une mission. »
Il est l'auteur de la prière dévotionnelle du chapelet des Cinq Plaies de Jésus, écrite en 1761.

### Évêque

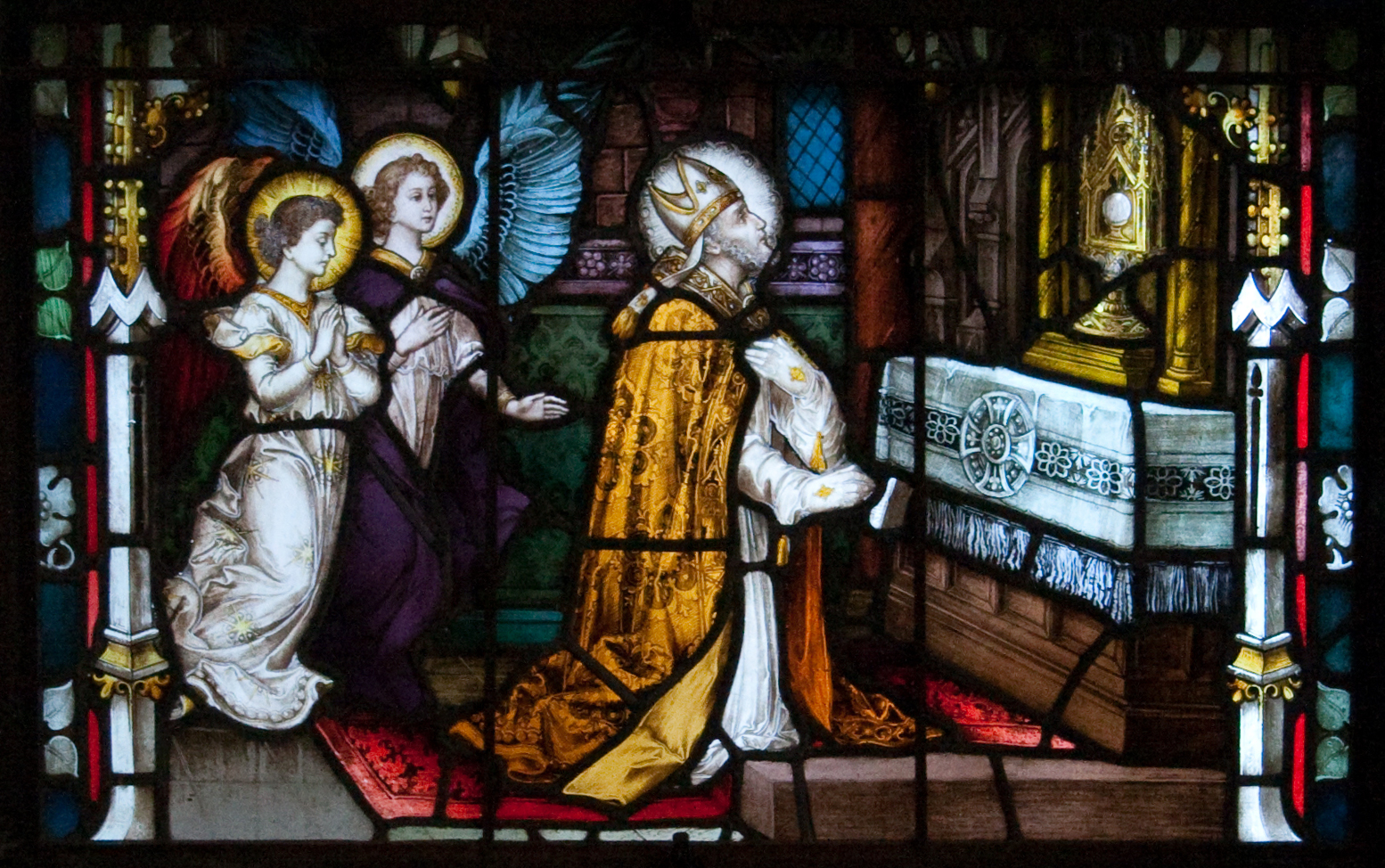
Saint Alphonse agenouillé devant le Très-Saint-Sacrement, vitrail de Franz Mayer à la cathédrale de Carlow.

Après 1752, Alphonse fit moins de missions. Ses infirmités augmentaient et il passait beaucoup de temps à écrire. Sa promotion à l'épiscopat en 1762, à l'âge de 64 ans, provoqua un regain de son activité missionnaire, mais sous une forme légèrement différente. Le saint avait quatre maisons, mais durant sa vie non seulement il devint impossible dans le royaume de Naples d'accroître leur nombre, mais on avait du mal à obtenir que celles qui existaient fussent tolérées.

#### Questions politiques
La cause en était le « régalisme », l'autorité toute-puissante des rois jusque dans les affaires spirituelles, qui était le système de gouvernement à Naples comme dans tous les États des Bourbons.

##### L’avènement de la Maison de Bourbon
Le responsable direct de ce qui fut pratiquement une persécution pendant toute la vie du saint était le marquis Tanucci, qui était entré à Naples en 1734. Naples avait fait partie des possessions espagnoles à partir de 1503, mais en 1708, alors qu’Alphonse avait douze ans, la ville avait été conquise par l'Autriche pendant la guerre de Succession d'Espagne.

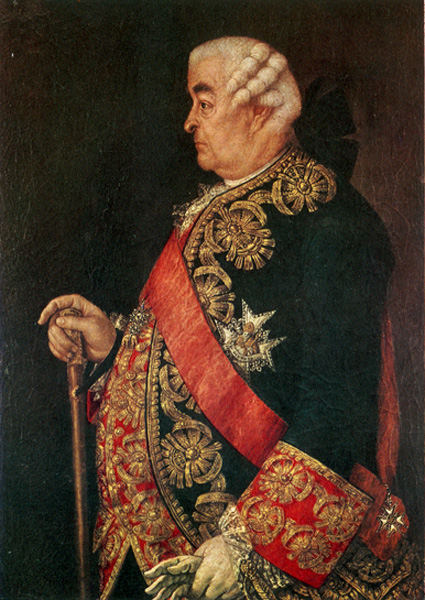
Le ministre Tanucci.

En 1734, pourtant, elle avait été reprise par Don Carlos, le jeune duc de Parme, arrière-petit-fils de Louis XIV et fils du roi d'Espagne Philippe V et le royaume bourbon indépendant des Deux-Siciles fut établi. Avec Don Carlos ou, comme on l'appelle généralement, Charles III, de son dernier titre en tant que roi d'Espagne, vint l'avocat Bernardo Tanucci, qui gouverna Naples comme Premier ministre et régent pendant les quarante-deux années suivantes.
Cela devait être un changement considérable pour Alphonse. Si le marquis Tanucci était arrivé quelques années plus tard, le nouveau gouvernement aurait trouvé une congrégation rédemptoriste déjà autorisée et comme la politique anticléricale de Tanucci consistait à interdire la fondation de congrégations nouvelles plutôt qu'à supprimer les anciennes (à l'exception de la Compagnie de Jésus), le saint aurait été libre de faire prospérer son travail dans une paix relative. Mais, les choses étant ce qu'elles étaient, on lui refusa jusqu'au jour de sa mort l'exequatur royal à la bulle de Benoît XIV et la reconnaissance par l'État de son institut comme congrégation religieuse.

##### Les larmes d'un saint
Il y eut des années entières, en effet, pendant lesquelles l'institut parut à deux doigts de la suppression pure et simple. On imagine la souffrance que cela provoquait chez Alphonse, dont la sensibilité était extrême, pire encore, dans l'ordre lui-même, la discipline se relâchait, les vocations diminuaient. Alphonse, pourtant, ne cessait de présenter ses requêtes à la Cour. Peut-être même était-il trop inquiet et, à une occasion, alors qu'il était accablé par la sécheresse d'un refus, son ami le marquis Brancone, ministre des Affaires ecclésiastiques et homme d'une piété profonde, lui dit doucement : « On a l'impression que vous avez placé toute votre confiance ici-bas » ; sur quoi le saint recouvra sa paix intérieure.
Un dernier essai d'obtenir l'approbation royale, dont on pensait qu'au bout du compte il réussirait, fut cause du dernier chagrin de la vie d'Alphonse : la division et la ruine apparente de sa congrégation et le mécontentement du Saint-Siège. C'était en 1780, alors qu'Alphonse avait quatre-vingt-trois ans. Mais, avant le fait de raconter l'épisode du Regolamento, comme on l'appelle, il faut parler de la période correspondant à l'épiscopat du saint.

##### Position face à l'Islam
Dans son traité sur les vérités de la foi, il s'exprima très clairement sur la religion musulmane : « Pour ce qui est de la religion mahométane, tout le monde sait qu’elle n’est autre chose qu’un mélange grotesque de judaïsme et d’hérésies, dont le propagateur fut un homme vil, impudique et voleur, je veux dire Mahomet, qui, avec le concours d’une infâme canaille de sa trempe, séduisit les peuples pour leur faire embrasser une foi et une loi mieux faites pour les bêtes que pour les hommes. Mahomet faisait sonner bien haut que sa religion lui avait été révélée de Dieu, comme il l’écrit lui-même dans son Coran; mais il suffit de lire ce Coran pour connaître que tout ce qu’il renferme est un tissu de fables, d’inepties et d’impiétés ».

#### Sa charge d'évêque
En 1747 déjà, le roi Charles de Naples voulut faire Alphonse archevêque de Palerme, capitale du royaume de Sicile, et ce fut seulement en insistant qu'il put éviter cette charge.

##### Une lourde charge
En 1762, il n'y eut plus moyen d'y échapper et il fut contraint par obéissance formelle au pape d'accepter l'évêché de Sainte-Agathe-des-Goths (Sant'Agata de' Goti), un tout petit diocèse napolitain à quelques kilomètres sur la route de Naples à Capoue. Il y trouva 30 000 fidèles sans éducation, un clergé séculier de quatre cents personnes pour la plupart indifférentes et menant quelquefois une vie scandaleuse, dix-sept maisons religieuses plus ou moins relâchées ; c'était un champ si envahi de mauvaises herbes qu'il semblait qu'on n'y pût rien récolter d'autre. Il pleura, pria et passa ses jours et ses nuits à travailler inlassablement pendant treize ans. Plus d'une fois il risqua d'être assassiné.

##### Une vie en jeu
Lors d'une émeute qui survint pendant la terrible famine qui était tombée sur l'Italie du Sud en 1764, il sauva la vie du syndic de Sainte-Agathe en offrant sa vie à la foule à la place de la sienne. Il nourrit les pauvres, enseigna l'ignorant, réorganisa son séminaire, réforma ses couvents, créa un nouvel esprit dans son clergé, exclut les nobles scandaleux et les femmes de mauvaise vie avec une égale impartialité, mit à l'honneur l'étude de la théologie et surtout de la théologie morale et ne cessa de supplier les papes qui se succédaient de lui permettre de démissionner de son poste parce qu'il ne faisait rien pour son diocèse. À tout son travail administratif, nous devons ajouter ses continuels travaux littéraires, un grand nombre d'heures de prière quotidienne, de terribles austérités et une tension due à sa maladie qui fit de sa vie un martyre.

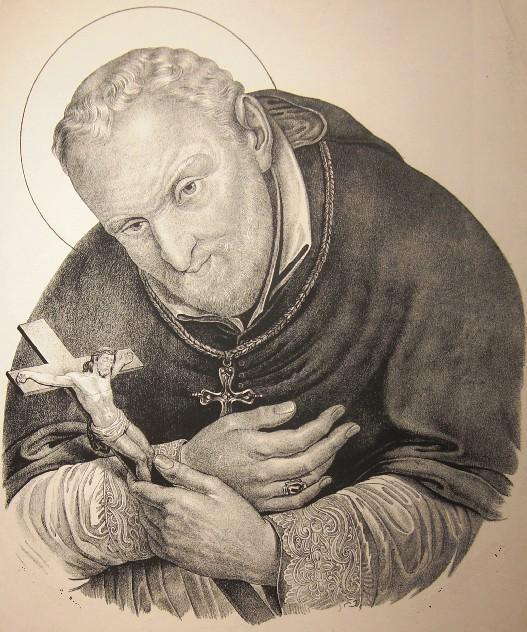
Saint Alphonse de Liguori dans son grand âge.

##### Un grand malade
Huit fois au cours de sa longue vie, sans compter sa dernière maladie, le saint reçut les derniers sacrements, mais la pire de toutes ses maladies fut une terrible attaque de rhumatismes articulaires aigus alors qu'il était évêque, une attaque qui dura de mai 1768 à juin 1769 et le laissa paralysé jusqu'à la fin de ses jours. C'est cela qui lui a donné cette disposition de la tête que nous remarquons dans ses portraits. Cette disposition était telle au début, que la pression de son menton occasionnait une blessure dangereuse sur la poitrine. Bien que les médecins eussent réussi à lui redresser un peu le cou, pendant le reste de sa vie le saint dut boire sa nourriture par un tube. Il n'aurait plus jamais pu dire la Messe si un augustin ne lui avait montré comment se tenir sur une chaise pour qu'avec l'assistance d'un acolyte il pût porter le calice à ses lèvres. Mais malgré ces infirmités, les papes Clément XIII et Clément XIV l'obligèrent à rester à son poste. En février de 1775, pourtant, on élut Pie VI pape et en mai suivant il autorisa l'évêque octogénaire à quitter son siège.

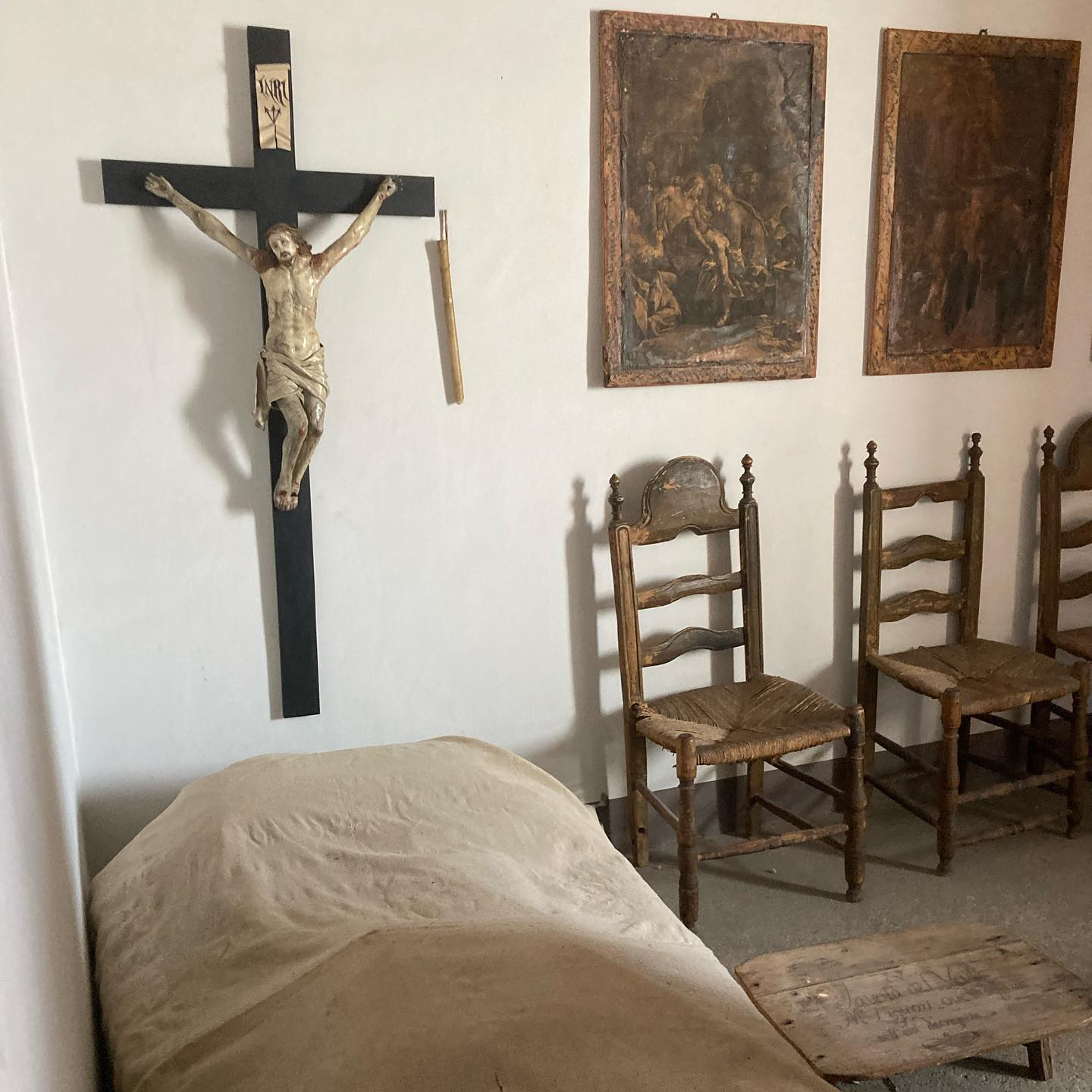
La cellule d'Alphonse de Liguori, préservée en l'état.

#### Le retour
En juillet 1775, Alphonse revint à sa modeste cellule de Nocera, pour se préparer, au moins le pensait-il, à une mort rapide et heureuse. Douze années, cependant, le séparaient encore du moment où il recevrait sa récompense, années qui pour la plupart ne lui apportèrent pas la paix, mais des afflictions plus grandes encore que celles qu'il avait subies. Vers 1777, le saint, outre quatre maisons à Naples et une en Sicile, en avait quatre autres à Scifelli, Frosinone, Sant'Angelo a Cupolo et Bénévent, dans les États de l'Église. Au cas où les choses deviendraient désespérées à Naples, il comptait sur ces maisons pour maintenir la règle et l'institut. En 1780, une crise surgit là où elles le firent effectivement, ce qui apporta la division dans la congrégation et à son fondateur une souffrance extrême et des avanies. Voici comment la crise surgit.

##### La chute du ministère Tanucci
Depuis l'année 1759, deux anciens bienfaiteurs de la congrégation, le baron Sarnelli et Francesco Maffei, par un de ces changements fréquents à Naples, étaient devenus ses ennemis jurés, et lui faisaient devant les tribunaux une guerre qui devait durer vingt-quatre ans. Sarnelli était presque ouvertement soutenu par le tout-puissant marquis Tanucci, et la suppression de la congrégation ne paraissait plus qu'une question de jours, quand le 26 octobre 1776, Tanucci, qui avait offensé la reine Marie-Caroline, tomba soudainement du pouvoir.
Le gouvernement du marquis della Sambuca, qui, bien que fervent royaliste, était un ami personnel du saint, promettait des jours meilleurs et, en août 1779, Alphonse put commencer à espérer avec la publication d'un arrêté royal qui lui permettait de nommer des supérieurs dans sa congrégation et d'avoir un noviciat et une maison des études. Le gouvernement cependant, s'il reconnaissait le bon effet de ses missions, souhaitait que les missionnaires fussent des prêtres séculiers et non des membres d'un ordre religieux.

##### Naïveté et trahisons: le «Regolamento»

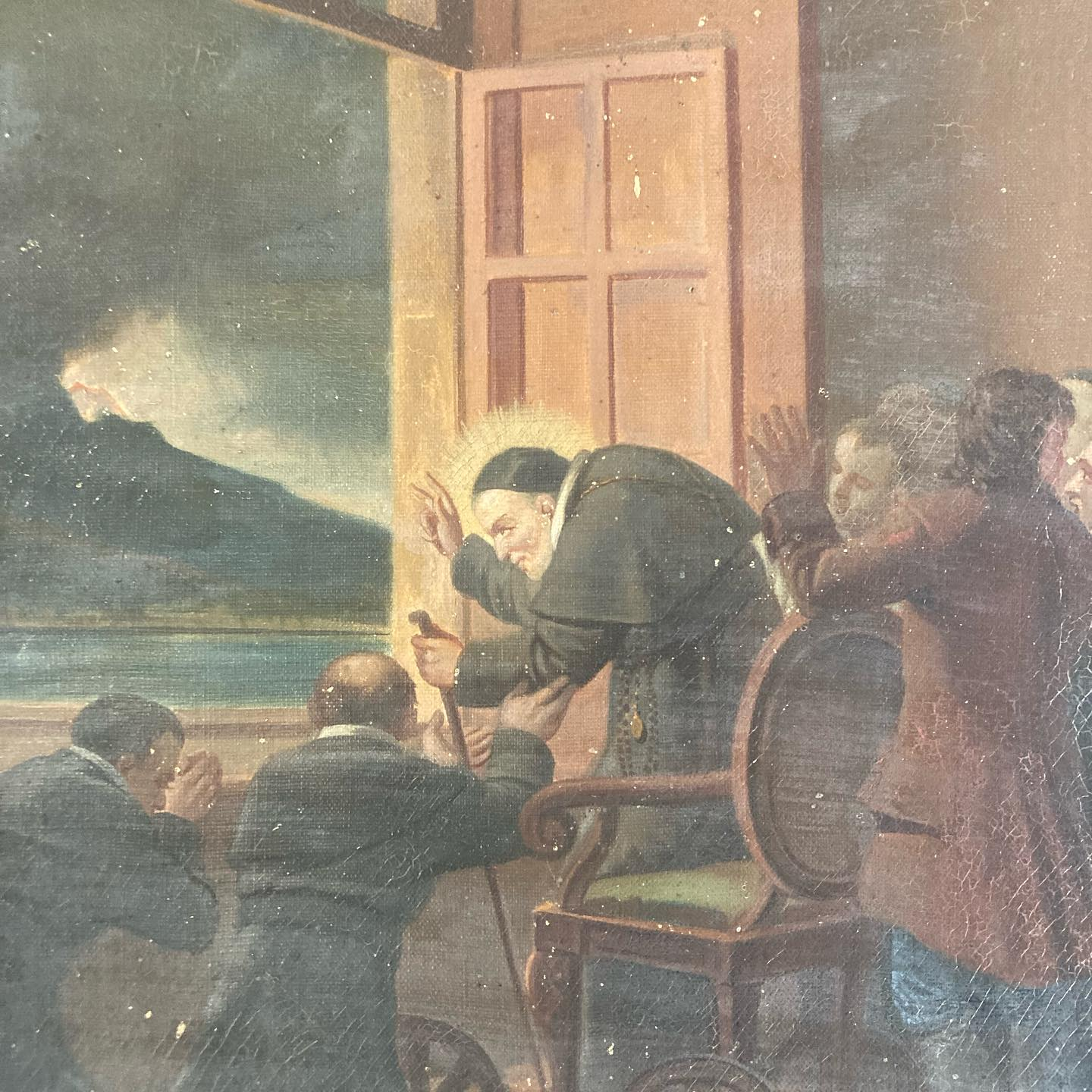
Alphonse de Liguori et ses religieux en prière lors d'une éruption du Vésuve.

Le décret de 1779, pourtant, semblait un grand pas en avant. Alphonse ayant tant obtenu, espérait obtenir un peu plus et par son ami, Mgr Testa, le grand Aumônier, arriver même à faire approuver sa règle. Il ne demanda pas, comme par le passé, un exequatur à la bulle de Benoît XIV, car les relations à cette époque étaient plus tendues que jamais entre les cours de Rome et de Naples ; mais il espérait que le roi Ferdinand IV pourrait donner à sa règle une autorisation indépendante, pourvu qu'il dérogeât complètement au droit juridique de posséder des propriétés en commun, ce qu'il était tout à fait disposé à faire.
Il était très important pour les Pères d'être capables de réfuter l'accusation d'être une congrégation religieuse illégale, car c'était une des allégations principales dans l'action du baron Sarnelli qui n'avait jamais été suspendue et menaçait toujours. Il se peut en tout cas que la soumission de leur règle à un pouvoir civil méfiant et même hostile ait été une faute.
De toute façon, cette attitude s'avéra désastreuse quant au résultat. Alphonse était si vieux et dans un tel état - à quatre-vingt-cinq ans, il était estropié, sourd et presque aveugle – que sa seule chance de succès était d'être fidèlement servi par ses amis et ses subordonnés et il fut chaque fois trahi.
Son ami le grand aumônier le trahit ; les Pères Majone et Cimino, qu'il avait envoyés pour négocier avec le grand Aumônier le trahirent, tout consulteurs généraux qu'ils fussent. Même son confesseur, le Père Andrea Villani, vicaire général dans le gouvernement de son ordre, participa à la conspiration.
À la fin, la règle fut si changée qu'elle en devint à peine reconnaissable, les vœux de religion eux-mêmes étaient abolis. À cette règle altérée ou « Regolamento », comme on en vint à l'appeler, le saint trop crédule fut encouragé à mettre sa signature. Elle fut approuvée par le roi et imposée à la congrégation stupéfaite par tout le pouvoir de l'État. La commotion fut effrayante. Alphonse lui-même ne fut pas épargné. Des rumeurs vagues d'une trahison imminente lui avaient été transmises, mais il avait refusé de les croire. « Vous avez fondé la congrégation et vous l'avez détruite », lui dit un Père.

##### La "protection" pontificale

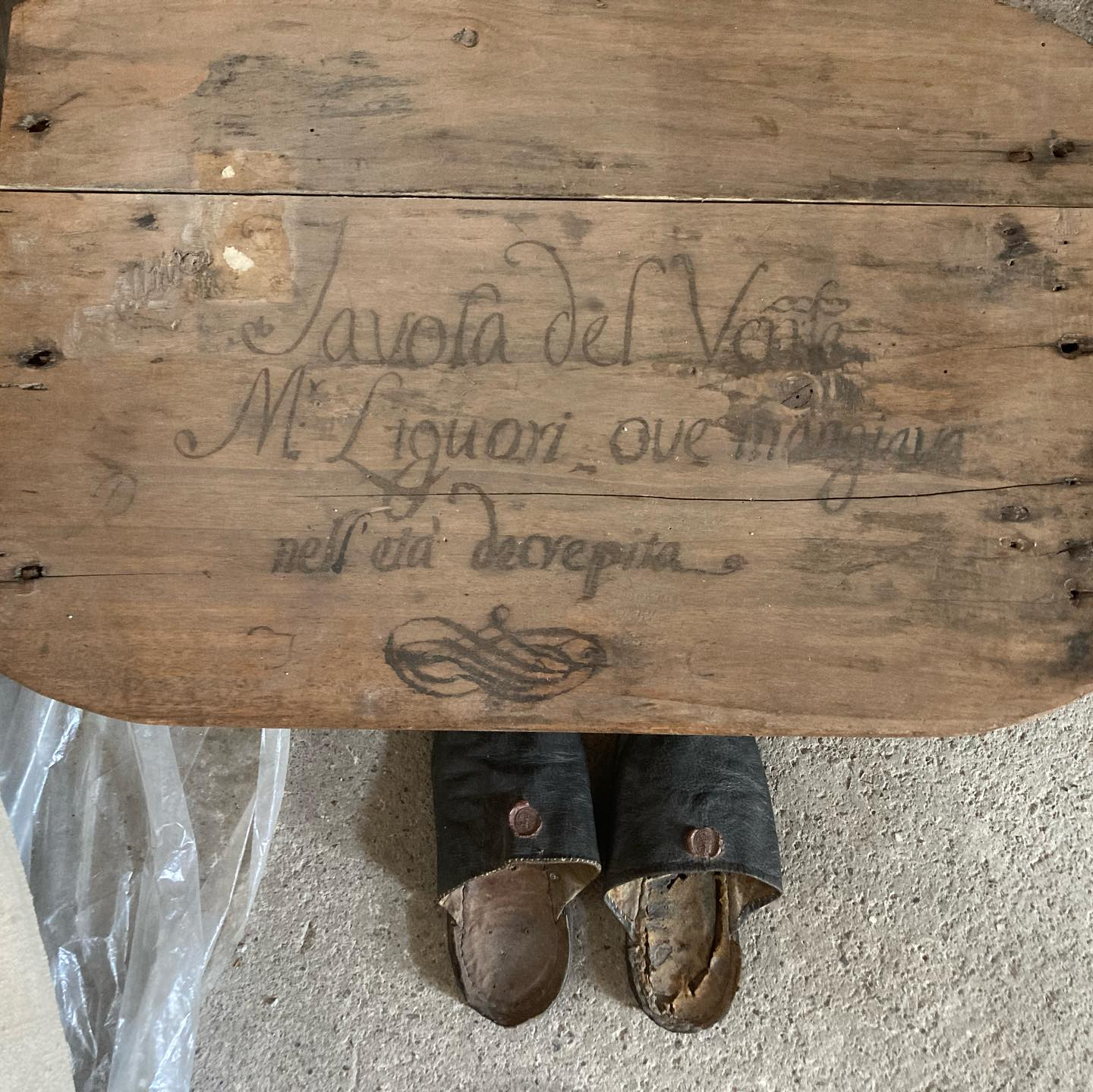
Petite table de malade de saint Alphonse et ses chaussons.

Le saint se contenta de pleurer en silence et essaya vainement d'imaginer quelque moyen de sauver son ordre. Le mieux aurait été de consulter le Saint-Siège, mais en cela il avait été prévenu. Les Pères dans les États pontificaux, avec un zèle trop hâtif, dénoncèrent dès le début à Rome le changement de la règle. Pie VI, déjà profondément mécontent contre le gouvernement napolitain, prit les pères dans ses propres États sous sa protection spéciale, et interdit tout changement de règle dans leurs maisons, les soustrayant même à l'obéissance envers leurs supérieurs napolitains, c'est-à-dire à Alphonse, jusqu'à ce qu'une enquête pût être menée. Un long procès s'ensuivit en Cour de Rome et, le 22 septembre 1780, un décret provisoire, rendu définitif le 24 août 1781, reconnut les maisons dans les États pontificaux comme seules à constituer la congrégation rédemptoriste. Le père François de Paule, un des principaux appelants, fut nommé comme leur supérieur général, « à la place de ceux, lisait-on dans le bref, qui, étant les supérieurs suprêmes de la dite congrégation ont avec leurs disciples adopté un nouveau système essentiellement différent de l'ancien et ont abandonné l'Institut dans lequel ils avaient fait profession, cessant ainsi d'être membres de la congrégation. »
Ce faisant, et malgré la cruauté apparente du procédé, le pape préservait l'indépendance et l'originalité de la congrégation face au pouvoir Napolitain.

#### La désappropriation: exclusion, tentations

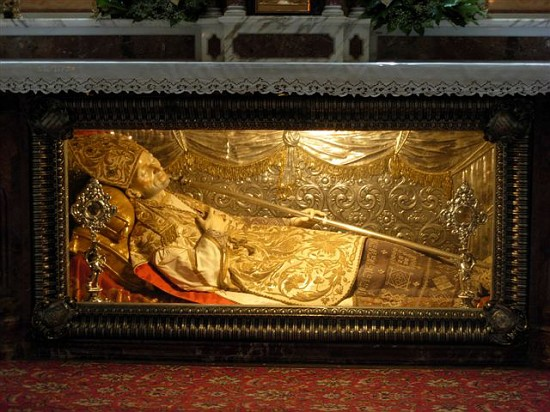
Châsse d'Alphonse de Liguori à la basilique de Pagani.

Donc Alphonse de Liguori se voyait exclu de son propre ordre par le pape. C'est dans cet état d'exclusion qu'il vécut plus de sept ans et qu'il mourut.
Alphonse devait encore affronter une dernière et terrible épreuve avant la fin. Trois ans environ avant sa mort, il dut passer par une véritable « nuit de l'âme ». Des tentations effrayantes contre chacune des vertus se succédaient devant lui, en même temps que des apparitions diaboliques, des illusions et des scrupules terribles avec des tentations de désespérer, tout cela faisait de sa vie un enfer. Finalement la paix revint et, le 1er août 1787, comme sonnait l'Angélus de midi, Alphonse de Liguori reçut paisiblement sa récompense. Il avait presque terminé sa quatre-vingt-onzième année.
Ce n'est qu'en 1793, après sa mort, mais comme il l'avait prophétisé, que le gouvernement napolitain finit par reconnaître la règle originale et que la congrégation rédemptoriste se trouva réunie sous une même autorité.

## Héritage
Il laisse une monumentale œuvre de théologie morale : Theologia Moralis, écrite entre 1748 et 1785, encore ré-éditée de nos jours.

### Prière pour la communion spirituelle
On lui doit la rédaction de cette prière utilisée pour la communion spirituelle:
« Mon Jésus, je crois à votre présence dans le Très Saint Sacrement.
Je vous aime plus que toute chose et je désire que vous veniez dans mon âme.
Je ne puis maintenant vous recevoir sacramentellement dans mon Cœur : venez-y au moins spirituellement.
Je vous embrasse comme si vous étiez déjà venu, et je m'unis à vous tout entier.

Ne permettez pas que j'aie jamais le malheur de me séparer de vous. »

### Positions sur l'avortement
L'une des sources principales pour comprendre la perspective de Saint Alphonse de Liguori sur l'avortement se trouve dans son ouvrage "Theologia Moralis" (Théologie Morale), où il explore en détail les questions morales, y compris celle de l'avortement.
Il y développe sa position sur l'avortement dit "thérapeutique", soutenant que dans des situations exceptionnelles où la vie de la mère est en grave danger, il peut être moralement justifiable de recourir à l'avortement pour sauver la vie de la mère. Dans ce cas, l'avortement n'est pas un péché mortel.

Bien que l'on puisse parfois avancer qu'Alphonse de Liguori ait argumenté en faveur de certaines circonstances où l'avortement, bien que généralement condamnable sur le plan moral, pourrait être acceptable en cas de danger imminent pour la vie de la mère, il est essentiel de saisir la subtilité de ses positions sur cette question. Alphonse de Liguori a catégoriquement affirmé qu'il n'était jamais moralement acceptable de recourir à un remède dont l'objectif principal était de mettre fin à la vie du fœtus. Cependant, il a également reconnu que, dans le cas d'une mère gravement malade, il était au moins conforme à l'opinion théologique générale de lui administrer un remède visant à sauver sa vie, même si cela avait pour conséquence indirecte l'expulsion du fœtus.
Question 4. Est-il permis de donner à une mère atteinte d'une maladie extrême un médicament pour expulser un fœtus ? Réponse. Premièrement, il est certain qu'il n'est pas permis à une mère qui n'est pas en danger de mort de prendre un médicament pour expulser un fœtus, même inanimé, car empêcher directement la vie d'un être humain est un péché grave, et un péché encore plus grave si le fœtus est animé. Il est certain, d'autre part, qu'il n'est pas permis à une mère, même en danger de mort, de prendre un médicament pour expulser directement un fœtus ensouillé, puisque cela reviendrait à procurer directement la mort de l'enfant. La question est plutôt de savoir s'il est permis à une mère de prendre un médicament absolument nécessaire pour sauver sa vie lorsque cela implique un danger d'expulsion du fœtus. La réponse est que, si le foetus est inanimé, la mère peut certainement assurer sa vie, même si, involontairement de sa part, il en résulte une expulsion du foetus, expulsion dont la mère n'est pas responsable, puisqu'elle ne fait qu'user de son droit naturel de préserver sa vie. Si le foetus est animé, il est généralement admis qu'une mère peut prendre un médicament dont le but direct est de sauver sa vie lorsque rien d'autre ne peut la sauver ; mais il en va différemment dans le cas des médicaments qui, par eux-mêmes, visent à tuer un foetus, qu'il n'est jamais permis de prendre.
Dans ses écrits, Alphonse de Liguori a également abordé la question de la différenciation entre les fœtus animés et inanimés, une distinction qui était alors débattue. Il a expliqué qu'il n'existait pas de consensus sur le moment précis où l'âme était infusée dans le fœtus, certaines personnes soutenant que cela se produisait au moment de la conception. Il a souligné que l'Église avait suivi l'opinion des 40 jours lorsqu'elle appliquait les sanctions d'irrégularité et d'excommunication, réservant ces peines à ceux qui, en connaissance de cause, provoquaient l'avortement d'un fœtus animé.

## Postérité

### Reconnaissance posthume
Le pape Pie VI, qui quelques années plus tôt l'avait exclu de la congrégation du Très Saint Rédempteur, le déclare vénérable dès le 4 mai 1796. Béatifié le 15 septembre 1816 par le pape Pie VII, Alphonse de Liguori est canonisé le 26 mai 1839 par le pape Grégoire XVI.
En 1871, le pape Pie IX le proclame Docteur de l'Église.
En 1950, le pape Pie XII lui attribue le titre de « Patron céleste de tous les confesseurs et moralistes ».
L'église Sant'Alfonso all'Esquilino de Rome est dédiée à Alphonse de Liguori.

### Sources de la biographie

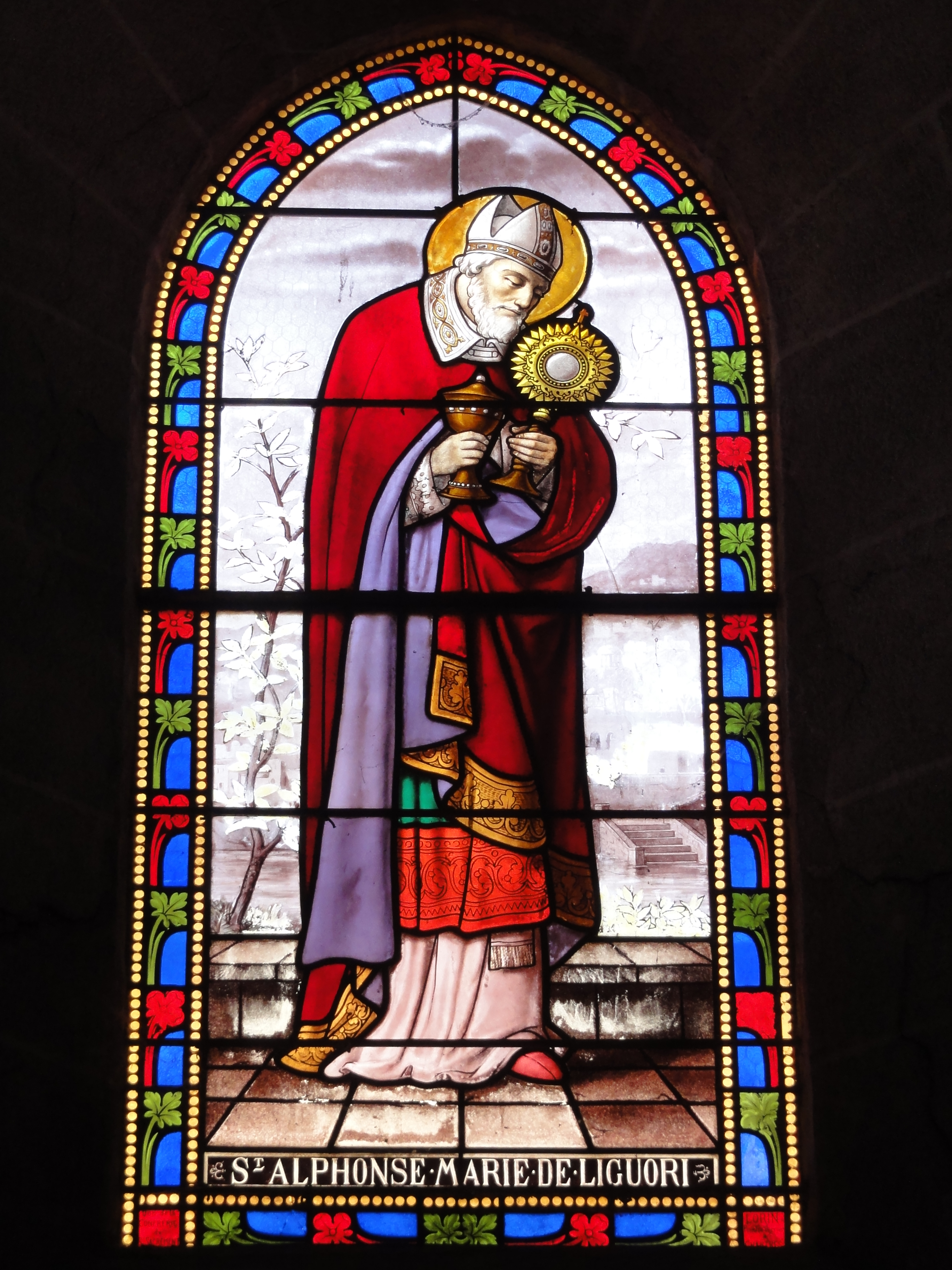
Vitrail de l'église Saint-Denis de Toury.

Les premiers écrits concernant Alphonse de Liguori nous sont parvenus par deux membres de la congrégation des rédemptoristes : Antoine Marie Tannoia  (1727-1802) et Joseph Landi qui prirent indépendamment l'un et l'autre des notes sur les faits et gestes d'Alphonse de Liguori et ceci de son vivant. À la mort d'Alphonse de Liguori, le père Tannoia entreprit de récolter des témoignages de la mère d'Alphonse, mais aussi des différents témoignages, récits et lettres. La première partie de ce récit fut publiée en 1798 sous le titre Della Vita ed Istituto del venerabile Servo di Dio Alfonso Maria Liguori, un deuxième volume fut publié deux ans plus tard en 1802. Les biographies publiées plus tard s'inspirent en très grande partie du travail de Tannoia  : Vie et Institut de Saint Alphonse Marie de Liguori, du cardinal Clément Villecourt (1839), La vita di Sant Alfonso de Liguori du cardinal Capecelatro en 1893 ainsi que Saint Alphonse de Liguori du père Augustin Berthe.
La première biographie indépendante fut l'œuvre d'un rédemptoriste autrichien, Carl Dilgsbkron, en 1887 Leben des heiligen Bischofs und Kirchenlehrers Alfonsus Maria de Liguori. Carl Dilgsbkron cherche à remettre en cause la vision trop hagiographique d'Alphonse de Liguori qui correspondait au canon des biographies du début du XIXe siècle : la mise en avant des phénomènes extraordinaires et mystiques, le fait de cacher les difficultés et les divisions au sein de la congrégation. De plus, les intrigues du pouvoir qui n'étaient pas mentionnées par Tannoia dans la mesure où les protagonistes étaient encore vivants, il ne pouvait pas faire mention de ces oppositions sans porter préjudice à la congrégation.
Raimundo Telleria publie après près de douze années de recherche San Alphonso Maria de Ligorio en 1950, avec des nouvelles sources et travaux sur la congrégation mais aussi sur la famille de Liguori.

### Œuvres

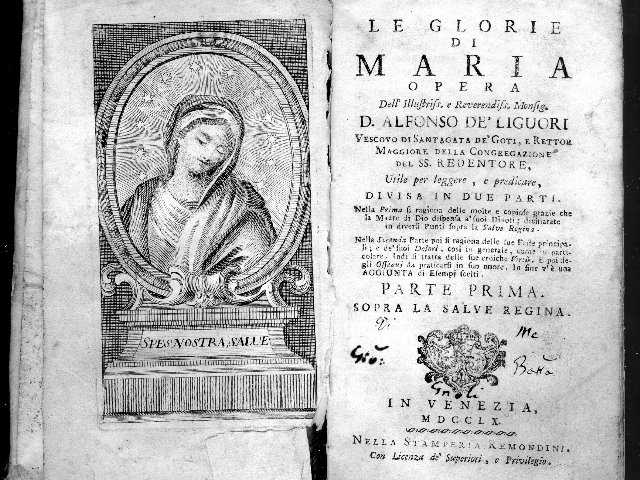
Édition en italien titrée Les Gloires de Marie datant de 1750.

- L´art d'aimer Jésus-Christ, Paris, Saint-Paul éditions religieuses, 1990, 326 p. (ISBN 978-2-35117-045-8)
- La Voie du salut, Paris, Saint-Paul éditions religieuses, 1993, 472 p. (ISBN 978-2-85049-552-6)
- Noël : Neuvaine et méditations, Paris, Saint-Paul éditions religieuses, 1993, 360 p. (ISBN 978-2-35117-026-7)
- Jésus, amour des hommes, Paris, Saint-Paul éditions religieuses, 1996, 176 p. (ISBN 978-2-35117-051-9)
- Les Gloires de Marie (trad. de l'italien), Paris, Saint-Paul éditions religieuses, 1998, 448 p. (ISBN 978-2-35117-024-3)
- Le Grand Moyen de la Prière, Paris, Saint-Paul éditions religieuses, 1998, 264 p. (ISBN 978-2-85049-738-4) et aux Editions Blanche de Peuterey en version numérique [63]
- Les visites au Saint Sacrement, Paris, Saint-Paul éditions religieuses, 1999, 208 p. (ISBN 978-2-85049-446-8)
- Préparation à la mort, Paris, Saint-Paul éditions religieuses, 2009, 372 p. (ISBN 978-2-35117-052-6)
- (la) Theologia moralis, Paris, Saint-Remi, 2014, 2872 p.
- (it) La Vera Sposa di Gesu-Cristo, cioè la Monaca Santa per Mezzo delle Virtù proprie d’una Religiosa, Bassano, Spese Remondini di Venezia, 1771 (lire en ligne)

## Source
- (en) Le présent article est une traduction de l'article « St. Alphonsus Liguori », dans la Catholic Encyclopedia